# Zygmunt Zaklika Czyżowski

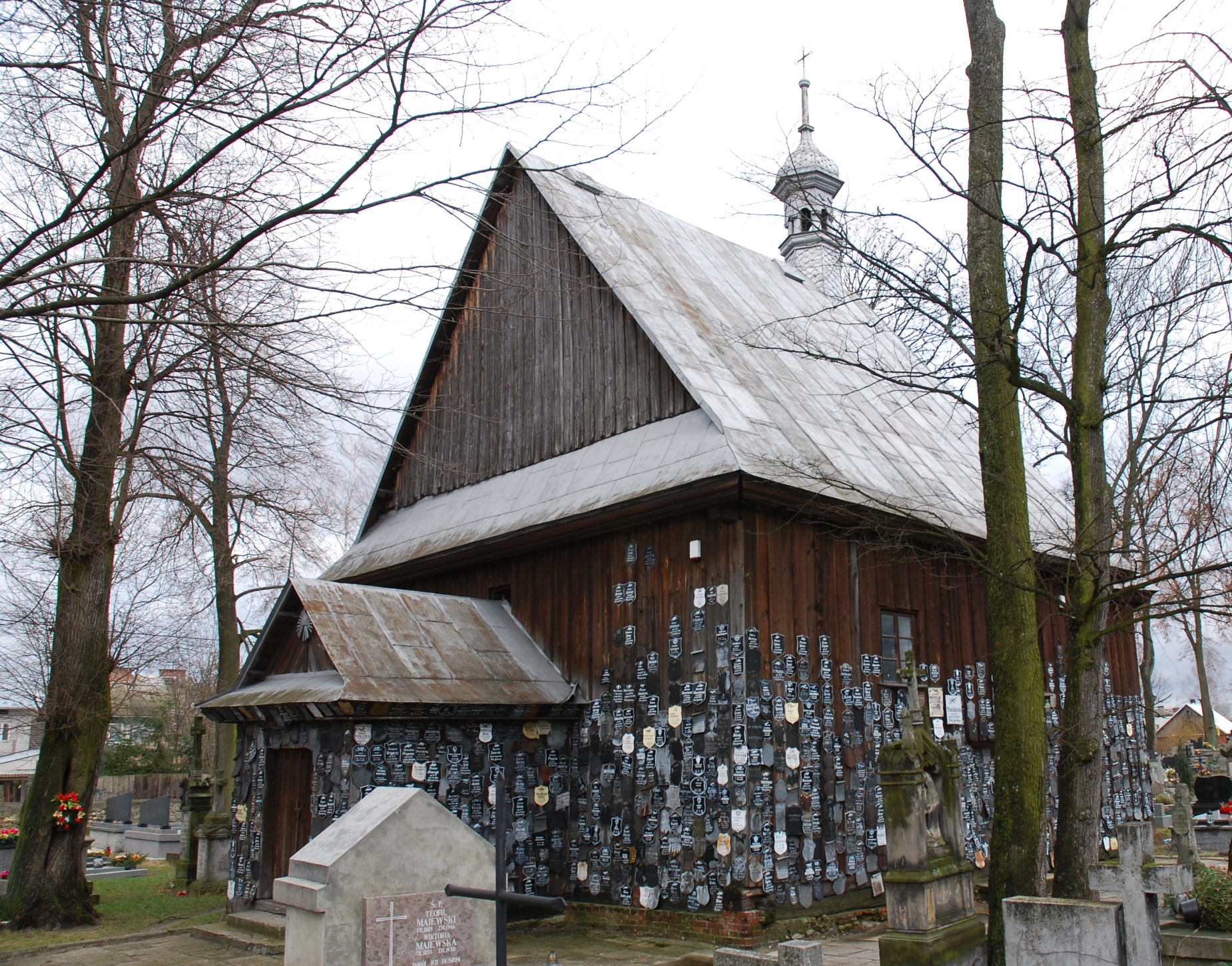
Stojący do dziś kościół św. Anny w Zaklikowie powstał za życia Zygmunta Zakliki.

Zygmunt Zaklika Czyżowski herbu Topór (ur. w XVI wieku – zm. 1585)  – kasztelan połaniecki (1574-76), kasztelan bełski w latach 1576–1584,  kilkakrotnie poseł na sejm, dworzanin i sekretarz króla Zygmunta Augusta.
Syn Stanisława Zakliki Czyżowskiego h. Topór, kasztelana połanieckiego i założyciela Zaklikowa oraz Doroty z Michowa.

## Przodkowie i dziedzictwo
Należał do starej rodziny szlacheckiej Zaklików, której początki sięgają XIII wieku. Należał do gałęzi rodu piszącej się "Zaklika z Czyżowa" lub "Czyżowski", jako że odziedziczyli w ziemi sandomierskiej dobra możnej rodziny Czyżowskich. Jego ojciec, Stanisław Zaklika był dziedzicem sporych dóbr, które podzielił między swoich czterech synów: Zygmunta, Mikołaja, Hieronima i Stanisława. Zygmuntowi, jako najstarszemu przypadły dobra zdziechowickie, które to dobra jego ojciec wzbogacił znacznie zakładając przed śmiercią rodowe miasto o nazwie Zaklików.

## Kariera
Młode lata Zygmunt spędził za granicą jak to ówcześnie mawiano, "na naukach". Był między innymi w Niemczech, Włoszech i Francji. Po powrocie do kraju posłował na Węgrzech, gdzie wielu Polaków służyło wówczas u boku młodego Jana Zygmunta Zápolyi, siostrzeńca króla Zygmunta Augusta. Gdy wrócił z Węgier, kilkukrotnie posłował na sejmie, został też dworzaninem i sekretarzem królewskim. Po śmierci ojca w 1566 odziedziczył dobra zdziechowickie wraz z Zaklikowem. W Zaklikowie w roku 1576 wybudował swą siedzibę – kamienno-drewniany zamek, który został zniszczony dopiero na początku XVIII wieku, w czasie wielkiej wojny północnej. Dziś w tym miejscu znajduje się kamienny „zamek” odbudowany na fundamentach oryginalnego w latach 60. XX wieku. Także przy poparciu Zygmunta w Zaklikowie powstał około 1580 roku drewniany kościół pw. św. Anny.
Poseł na sejm konwokacyjny 1573 roku z województwa sandomierskiego, podpisał akt konfederacji warszawskiej 1573 roku. W trakcie elekcji po śmierci ostatniego z Jagiellonów był wśród zwolenników Henryka Walezgo, za co został wynagrodzony wakującą po ojcu kasztelanią połaniecką i wszedł dzięki temu w skład Senatu (1574). Poseł na sejm koronacyjny 1574 roku z ziemi chełmskiej. Po ucieczce Walezego i ogłoszeniu bezkrólewia poparł, podobnie jak większość senatorów najpierw kandydaturę cesarską. W 1575 roku podpisał elekcję Maksymiliana II Habsburga. Później w obliczu sprzeciwu wobec Habsburgów głosował za Stefanem Batorym dzięki czemu już na sejmie koronacyjnym 1576 roku awansował na kasztelana bełskiego. W tym też czasie posłował do księcia brzeskiego Jerzego II by pertraktować zwolnienie swego krajana Andrzeja Górki, który na rozkaz cesarski został uwięziony jako poseł i zwolennik kandydatury Stefana Batorego. Zmarł w roku 1585 i ponieważ nie zostawił spadkobiercy jego posiadłości wraz z Zaklikowem wykupił z rąk jego braci Marcin Gniewosz z Dalewic.

## Rodzina i potomkowie
Ożenił się z Anną Koniecpolską, córką Stanisława Przedbora Koniecpolskiego, wdową po Adamie Ocieskim. Anna urodziła mu syna Jana i córkę Annę, ale obydwoje zmarli w dzieciństwie.